# Graianotoxina
Les graianotoxines són un grup de neurotoxines estretament relacionades que es troben en plantes del gènere Rhododendron, de la família de les Ericàcies. Es poden trobar a la mel feta a partir del nèctar d'aquestes plantes, i rep el nom de "mel boja". A partir de la ingesta de la planta o de qualsevol dels seus derivats (com la mel) es pot produir una reacció verinosa anomenada enverinament graianotoxínic, malaltia de la mel boja, intoxicació per la mel o emmetzinament rhododèndric que pot portar a la mort en el pitjor dels casos.
Podem trobar diferents tipus. La graianotoxina I (vegeu a sota) és coneguda també com a andromedotoxina, acetilandromedol, rhodotoxina i asebotoxina; el nom químic sistemàtic és: graianotaxà-3,5,6,10,14,16-hexol 14-acetat.
La intoxicació per graianotoxina, tant en humans com en animals, causa simptomatologia neurològica i cardíaca, això és degut a la seva capacitat d'afectar els canals de sodi de la membrana cel·lular. Tot i així, té beneficis associats enfront al tractament de certes malalties, degut a la seva capacitat antioxidant, formant part de la família de la medicina alternativa.
Actualment hi ha una estricta regulació en la fabricació i comercialització de la mel per part d'agències de seguretat alimentària per evitar la presència de graianotoxina.

## Estructura química
| Graianotoxina     | R¹  | R²  | R3     |
| Graianotoxina I   | OH  | CH₃ | Acetil |
| Graianotoxina II  | CH₂ | CH₂ | H      |
| Graianotoxina III | OH  | CH₃ | H      |
| Graianotoxina IV  | CH₂ | CH₂ | Acetil |

Les graianotoxines són diterpens, hidrocarburs cíclics polihidroxilats amb una estructura d'anell 5/7/6/5 que no contenen nitrogen. És un compost no volàtil, soluble en lípids i de baix pes molecular. S'han aïllat més de 25 isoformes de la toxina i no totes les isoformes provoquen una intoxicació. Els isòmers I i III són els més tòxics descoberts fins ara. El radical hidroxil a R1 és essencial per a la toxicitat. Per aquest motiu, les diferents espècies de Rhododendron tenen diferents isoformes de graianotoxines i això és el que provoca les diferències de toxicitat entre les plantes.
El compost és molt soluble en aigua calenta, alcohol, àcid acètic i cloroform calent i molt poc soluble en benzè, èter, èter de petroli.
Segons l'índex de Merck, a temperatura ambient es troba en estat sòlid. El seu punt de fusió es troba entre 258-260 °C fins a 267-270 °C, depenent del flux de calor.

## Origen

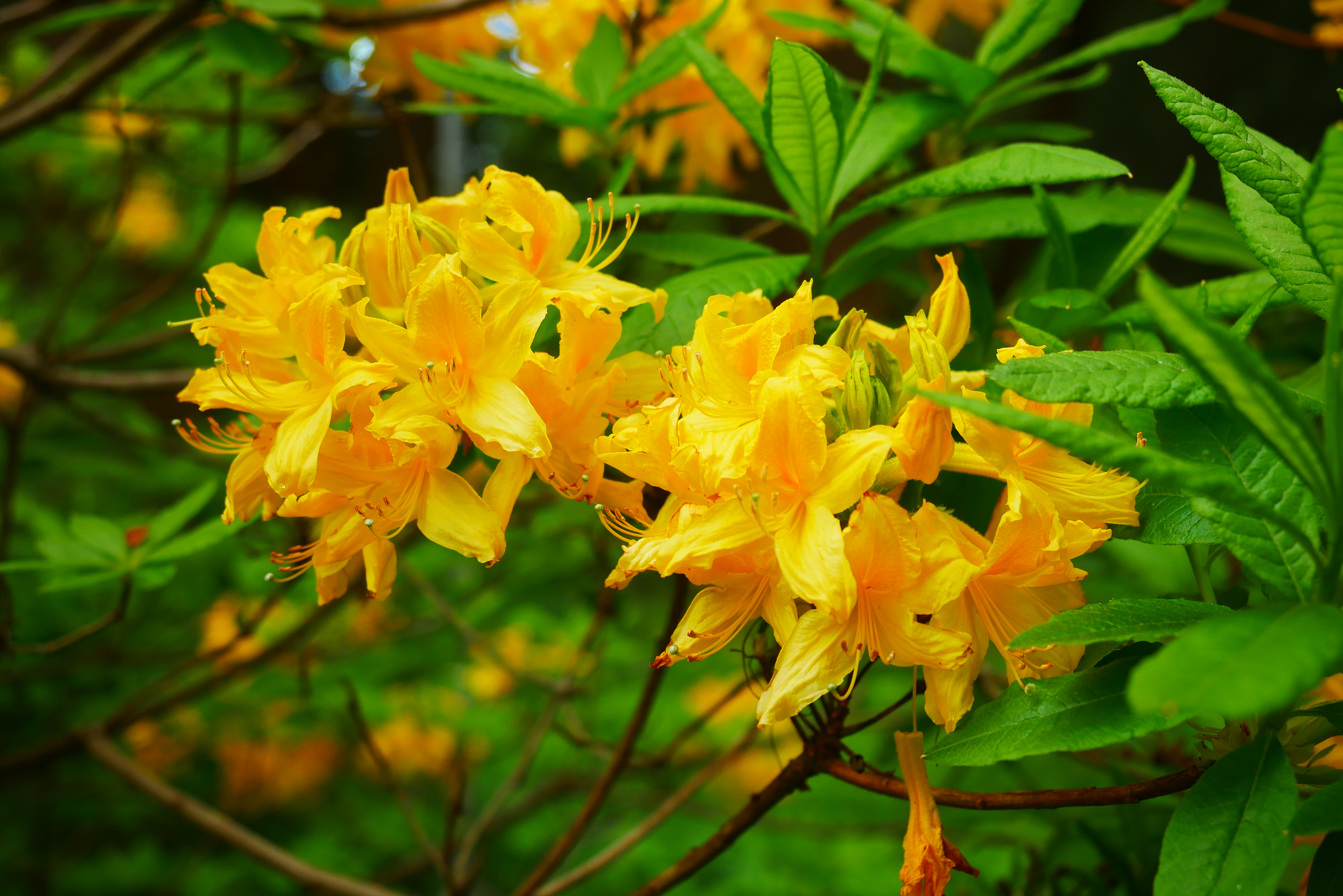
Rhododendron luteum

Històricament, l'enverinament graianotoxínic va estar associat a les espècies Rhododendron luteum i Rhododendron ponticum, trobats al voltant de la mar Negra i Turquia. En aquesta regió, la mel que conté aquesta neurotoxina s'anomena deli bal (mel amarga en turc) i la trobem en altes concentracions.
Per una altra part, la mel que prové del Japó, Brasil, Estats Units, Nepal, i Colúmbia britànica és més probable que es trobi contaminada amb graianotoxines a totes parts de la planta com la tija, les fulles, la flor, el pol·len i el nèctar, malgrat que molt rarament a nivells tòxics. Aquesta toxina, llavors, pot arribar a productes secundaris fruit d'aquestes plantes com la mel, les cigarretes i herbes medicinals.
Cal dir que la graianotoxina la podem trobar també en altres plantes com Andromeda polifolia, de la qual podem produir mel i pot causar paràlisis a tot el cos i dificultats respiratòries.

## Mel boja
La mel feta a partir del nèctar de les plantes del gènere Rhododendron i que presenta graianotoxina rep el nom comú de "mel boja". Aquesta mel es caracteritza per tenir aparentment un gust amarg i per deixar una sensació de cremor a la gola. També s'ha trobat que la mel feta a la primavera es més tòxica que la que està feta en altres estacions, degut a un major contingut en graianotoxina. La ingesta d'aquesta mel es la causa més comú d'intoxicació graianotoxínica en humans.

## Identificació
La seva caracterització es va fer a partir cromatografia de capa fina (TLC) i espectroscòpia.
La cromatografia permet la separació de molècules a partir d'una barreja per distribució entre dues fases. Una fase mòbil i una altra estacionària. A la TCL, s'utilitza una placa recoberta com a fase estacionària mantenint un petit gruix constant amb material adsorbent al llarg de la placa, normalment és polar. Per al suport dels adsorbents es poden fer servir làmines de vidre, plàstic o metalls com l'alumini. L'eluent, que forma part de la fase mòbil, ascendirà per capil·laritat per la placa i arrossegarà els components al llarg de la columna, produint taques segons la afinitat per les dues fases. Hi ha plaques que presenten un indicador de fluorescència, i és més fàcil la identificació de les mostres. Sinó, s'hauran de fer tècniques de revelatge, amb mètodes químics o físics.
L'espectroscòpia és una tècnica analítica experimental. Permet determinar la composició quantitativa i qualitativa de la mostra. Es basa a detectar l'absorció o emissió de radiació electromagnètica per part d'una substància que volem estudiar. Per mesurar l'espectroscòpia d'una barreja, s'utilitza un espectrofotòmetre on s'incideix llum a una longitud d'ona determinat que absorbeix la mostra. La llum que travessi la mostra serà mesurada per un detector. La diferència entre la llum incidida i la travessada serà l'absorció de llum que té la mostra.

## Mecanisme d'acció
La toxicitat de les graianotoxines és causada per la seva habilitat de interferir amb els canals de sodi dependents de voltatge, que es localitzen en la membrana cel·lular de les neurones i del múscul esquelètic.

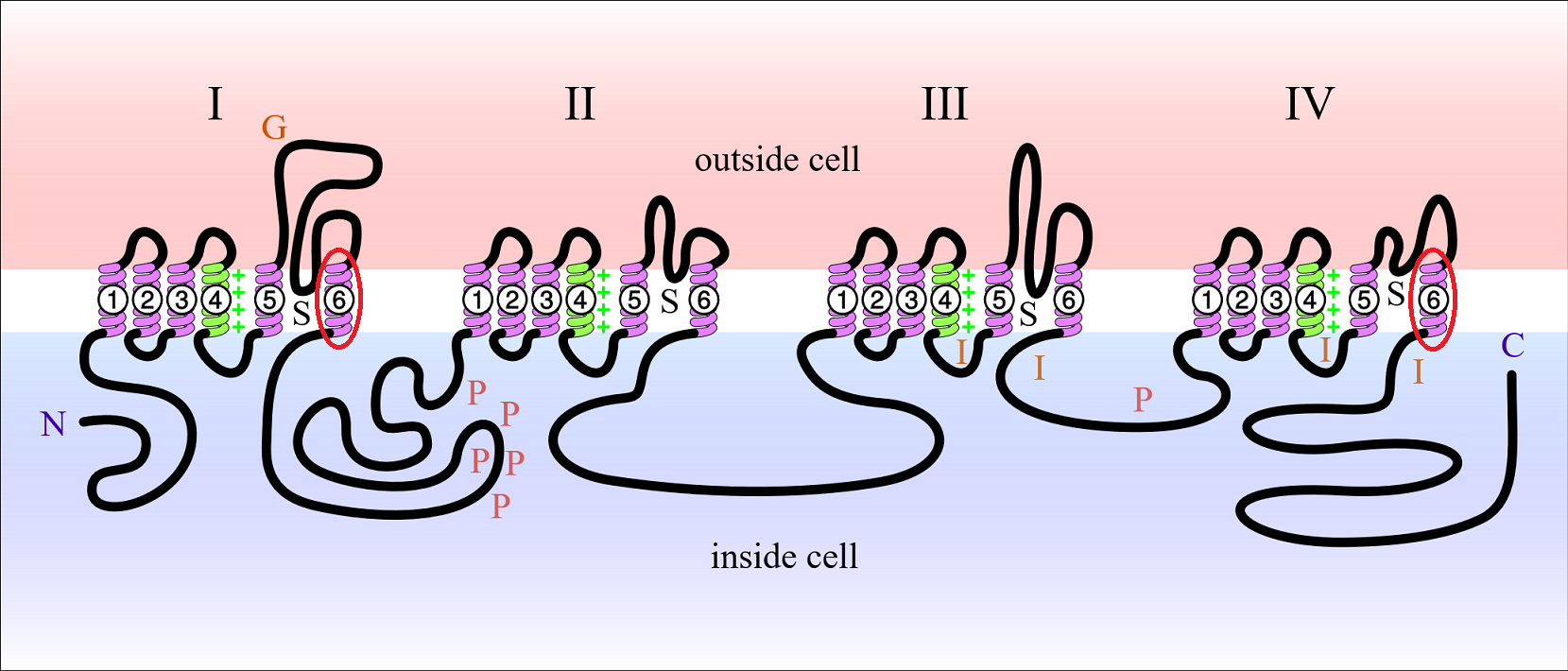
Canal de sodi

La graianotoxina té afinitat pel receptor del grup II localitzat als segments IS6 i IVS6 dels canals de sodi. Es pensa que el lloc d'unió és a la cara interna de la neurona i només quan el canal es troba en configuració activada.
La configuració activada és la que permet l'entrada d'ions sodi a la cèl·lula, el que provoca una despolarització. Quan no hi ha malaltia, el canal recupera la seva configuració inactivada i la cèl·lula és repolaritzada. Però, la graianotoxina bloqueja la inactivació del canal, el que porta a una despolarització continuada de la membrana. A més a més, els canals que presenten aquesta toxina unida tenen una menor selectivitat pels ions, el que provoca una major permeabilitat a l'ió sodi, entre d'altres. Tot això fa que la toxina actuï com un inotròpic positiu.

## Enverinament graianotoxínic

### Efectes biològics en humans
La intoxicació graianotoxínica succeeix quan s'ingereix la mel feta a partir de nèctar que conté graianotoxina. La dosi tòxica mínima es troba entre 5 g i 30 g, que equivaldria aproximadament a uns 50-75 ml de mel. Els primers símptomes poden aparèixer entre els primers 20 minuts fins passades 3 hores després de la ingesta. Es pensa que aquest període de latència depèn de la dosi ingerida.
Les graianotoxines són neurotoxines i cardiotoxines. Com a principals símptomes es troben: nàusees i vòmits, mareig, debilitat, confusió, hiperventilació, hipersalivació, visió borrosa, sudoració, dolor al pit, desmais, baixa pressió sanguínia, bradiarrítmia i bradicàrdia sinusal. La bradicardia i la hipotensió son de les manifestacions físiques més comuns en pacients hospitalitzats, la freqüència es troba al voltant del 90%. En alguns casos rars, s'observen convulsions, fibril·lació auricular, síncope, asistòlia i infart de miocardi. Aquest quadre simptomàtic pot romandre durant 1 a 2 dies. La mort per la ingesta de graianotoxina és molt poc freqüent a diferència de l'enverinament del bestiar i les mascotes.

#### Diagnòstic
En la majoria de casos la intoxicació graianotoxínica es diagnostica clínicament, se sospita especialment en pacients que mai han presentat patologies cardíaques, que presenten els símptomes descrits anteriorment i que han consumit mel en les últimes hores.

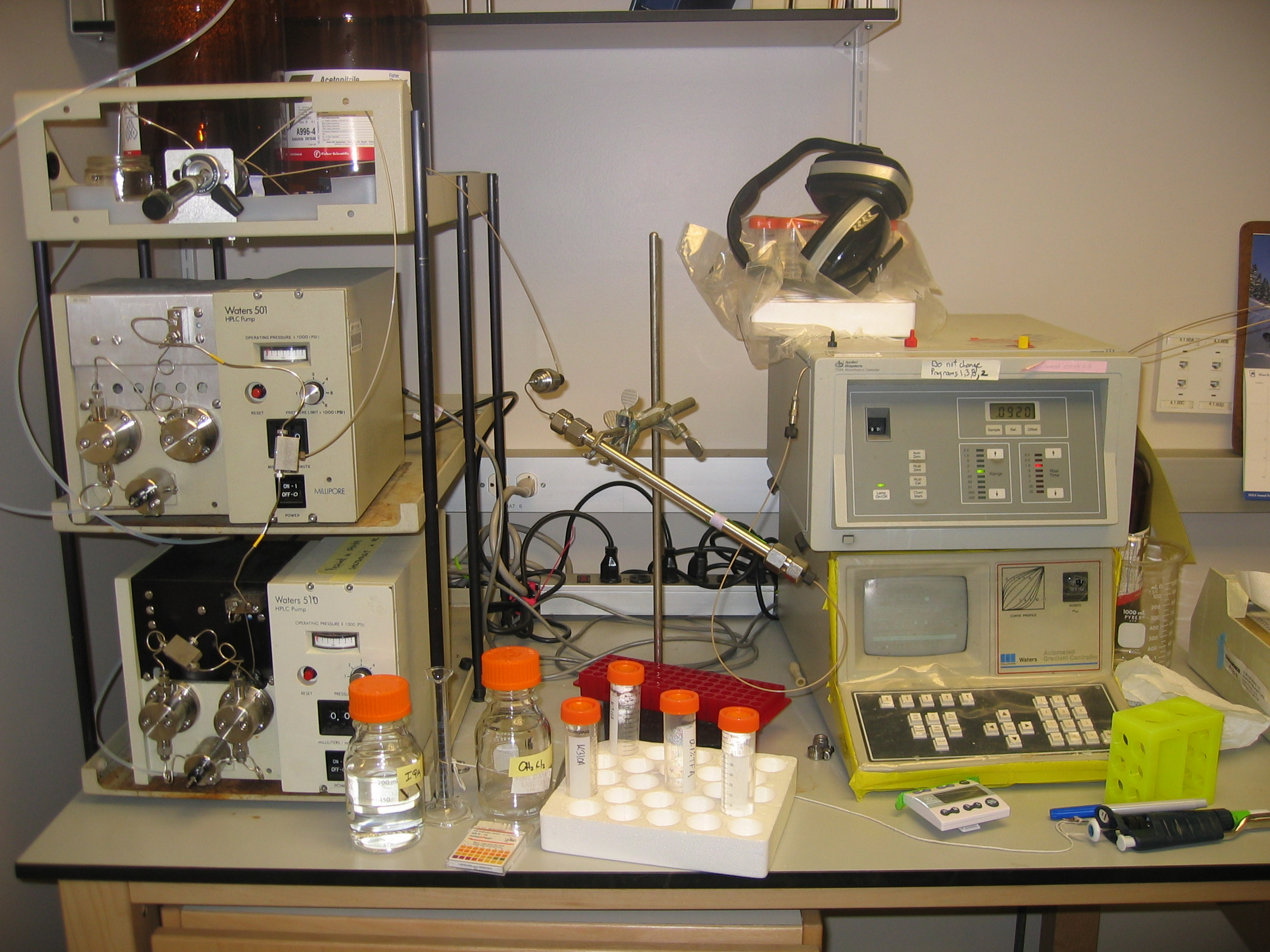
HPLC

No hi ha cap mètode estandarditzat ni comercialitzat per a detectar i quantificar la presència de graianotoxina. Així i tot, és possible detectar la presència d'aquest agent en aliments mitjançant cromatografia de capa fina o amb una espectroscòpia, com hem comentat anteriorment. Altres mètodes menys comuns per a detectar la seva presència són: HPLC (cromatografia líquida d'alta resolució), LC-MS/MS, ressonància magnètica nuclear o amb tecnologia IR (infraroig).
Tot i que normalment es diagnostica clínicament, es pot detectar al laboratori a través de mostres d'orina o de sang. Es recullen 5 mL de qualsevol d'aquestes dues mostres biològiques, es centrifuga a 12.000 rpm a 5 °C, s'agafa el sobrenadant i es liofilitza. Posteriorment, la mostra es prepara en les condicions adequades per a fer una HPLC i LC-MS/MS, a partir dels quals s'obtindrà un diagnòstic.

#### Tractament
En els casos més lleus la simptomatologia es resol en les primeres 2 a 8 hores i al pacient queda en observació fins estar fora de perill. Si la ingesta és recent, es procedirà a induir el vòmit mecànic, seguit de l'administració de carbó activat. En ingestions de gran quantitat o quan ha passat més de mitja hora, es realitzarà un rentat gàstric. En casos que es pressenti hipotensió i bradicàrdia, es pot solucionar administrant una infusió salina intravenosa i atropina. L'atropina redueix la producció de saliva i secreció dels bronquis i incrementa el batec del cor, ja que deprimeix el nervi vague. En general, la recuperació sobre la intoxicació es pot solucionar al voltant de les 24 hores, tot i que en alguns casos s'ha d'hospitalitzar al pacient durant dies i la intoxicació podria portar a la mort.

### Efectes biològics en animals
Els animals de bestiar són els més afectats a causa de la ingesta de les plantes, com Rhododendron, el llorer (Kalmia) i el pieris japonès, que contenen aquesta substància. Generalment, a diferència del que succeeix en humans, la mortalitat pel consum de la toxina és molt més freqüent. La intoxicació per Rhododendron és més comú a l'hivern i principis de primavera, ja que les fulles són perennes.

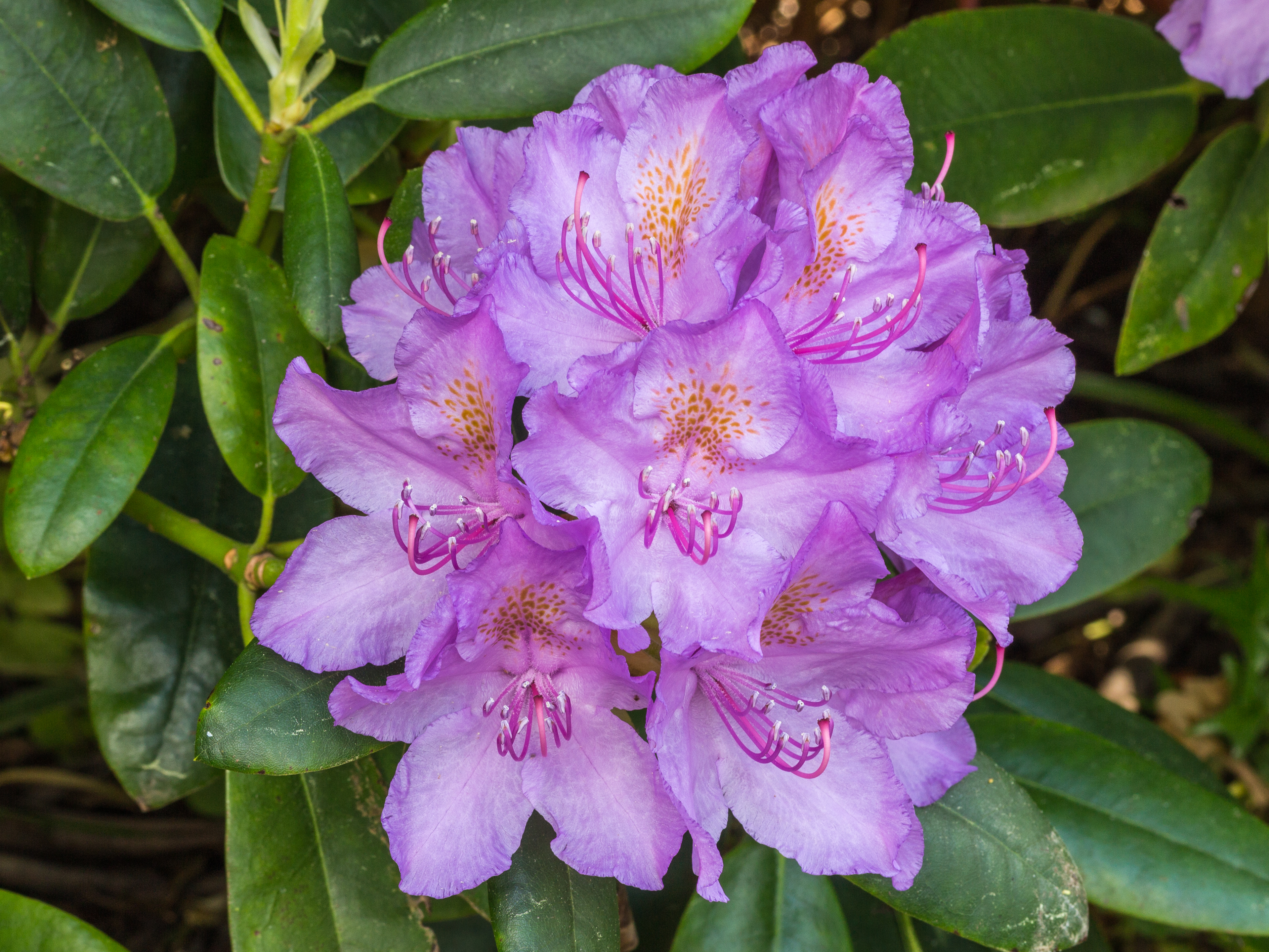
Rhododendron ponticum

La dosi tòxica per ingesta de Rhododendron en animals és un 0,2% del pes corporal. La simptomatologia es manifestarà en un termini de 3 a 14 hores després de la ingesta i durarà fins a 2 dies. Durant aquest període l'animal pot recuperar-se o morir a causa de problemes cardiovasculars o vòmits. Els símptomes que poden presentar són: irregularitats cardíaques, gastrointestinals i, fins i tot, neurològiques.
Certs tractaments per animals, com l'ús de laxants, han sigut aprovats. Tot i això, es va estudiar el cas d'un ramat d'ovelles que s'havien intoxicat després de menjar Rhododendron ponticum i que, malgrat haver sigut tractades, la majoria no es va poder guarir. La hipòtesi va ser que la graianotoxina havia interferit en el procés normal de ruminació.
Finalment, hi ha indicis que les plantes productores de graianotoxina utilitzen aquesta toxina per "escollir" els pol·linitzadors que més les beneficiïn. Això explicaria el fet que certes abelles no siguin tolerants a aquesta substància i d'altres estiguin adaptades a ella, podent pol·linitzar aquestes plantes. S'han vist en estudis que la ingesta de la graianotoxina, que es troba al nèctar de certes plantes, com la resta d'animals es veu alterat el canal de sodi, tenint efectes secundaris com l'alteració de la funció motora i el ventall de les ales. També es veu alterada la seva capacitat de controlar la postura després de caure a terra, fet que les portarà a romandre estesses i quietes de cap per avall durant un temps.

## Usos

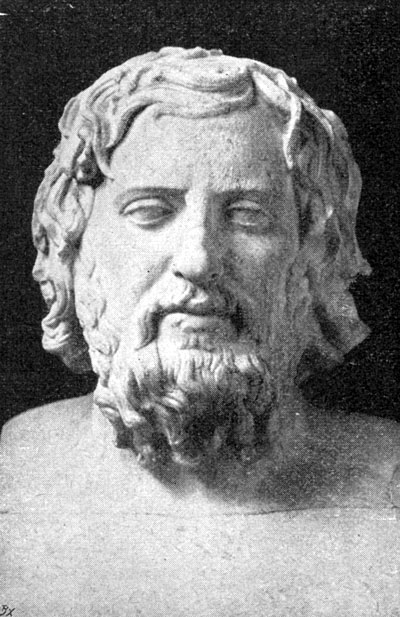
Xenofont: bust de marbre

Un dels primers casos descrits de la graianotoxina va ser al 401 aC per Xenofont en la seva obra Anàbasis. “...eren molts els ruscs d'abella, i els soldats que provaren de la seva mel es tornaren bojos, vomitaven, patien diarrea i cap d'ells podia estar-se dret. Els que havien menjat poc semblaven totalment borratxos, i els que havien menjat molt semblaven embogits, alguns fins i tot moribunds. Caiguts això a terra jeien molts homes, com si hagués passat una derrota completa, i era gran el desànim. L'endemà no va morir ningú, i cap a la mateixa hora, més o menys, van recobrar la raó; al tercer o al quart es van aixecar com per efecte d'una beguda medicinal.” Així es com els habitants utilitzaren la mel que contenia graianotoxina contra els exèrcits de Xenofont, més tard es va repetir el cas contra Pompeu el 69 aC.
A la zona del Caucas, tradicionalment s'ha emprat la mel que presenta la toxina com additiu per reforçar el poder embriagant de begudes alcohòliques. Fins i tot durant el s.XVII va a ser un dels principals productes d'exportació per a la venda a tavernes europees, on es coneixia sota el nom de mel fou (mel boja).

### Farmacologia
En relació amb la medicina, hi havia nombrosos indicis que certs composts de plantes del gènere Rhododendron tenien principis terapèutics.
Inicialment, la graianotoxina s'utilitzava en la medicina tradicional Xinesa, Índia, Europea i Americana. A Anatòlia (Àsia menor) s'usava com a tractament per a la gastritis, úlceres gàstriques i hipertensió. Tradicionalment, la forma de prendre-la com medicament era la via oral o a través de la pell.
Actualment, nous estudis confirmen aquesta utilitat contra les malalties anteriors i, a més a més, s'està estudiant el seu ús en contra de l'artritis i la diabetis. D'altres investigacions han confirmat la relació entre la graianotoxina i la disminució del dolor agut (i, per tant, la seva propietat analgèsica), ja que aquest dolor és conseqüència del transport en els canals de sodi, als quals afecta, com ha sigut prèviament explicat, la graianotoxina.
Segons el MeSH (Medical Subject Headings) es tracta d'un agent antihipertensiu i un agent neuromuscular despolaritzant.
La graianotoxina té un gran producte antagonista, la fenitoïna. Aquest elimina l'efecte inotròpic positiu, ja que actua com un inhibidor de l'entrada massiva de sodi a la cèl·lula (deguda a la despolarització).

### Estimulant sexual
La majoria de persones infectades per graianotoxina en estudis publicats d'intoxicacions per mel boja són homes adults de 40 anys o més. La raó d'això és probablement la creença generalitzada que la mel boja millora el rendiment sexual masculí, en concret la disfunció erèctil. Aquesta creença es troba especialment estesa per Turquia. En un estudi es va observar com la mel boja afectava els nivells de diferents hormones en rates. Els nivells de testosterona van augmentar significativament en aquelles rates tractades amb mel boja. En cas que afectes els testicles, els nivells de FSH i LH es veurien disminuïts, però no va ser el cas. A més, els nivells de progesterona no van incrementar significativament. A l'estudi es va concloure que la mel boja va induir l'eix hipotalàmic i l'augment de testosterona, però no es va verificar que millorés el rendiment sexual. De fet, es coneix el cas d'una parella que van menjar intencionadament aquesta mel durant una setmana i van arribar al punt de tenir un infart agut de miocardi inferior. Més estudis que involucren més casos, així com estudis clínics per avaluar l'efecte de la mel boja al rendiment sexual serien necessaris per confirmar aquesta relació.

## En la cultura popular
La toxina de Rhododendron hidratada, la qual provoca la malaltia de la mel boja, es va fer servir en la pel·lícula Sherlock Holmes per a induir una paràlisi aparentment mortal en el principal antagonista de la pel·lícula, Lord Blackwood. Evidentment, això es desaconsella completament degut a l'elevat perill que pot tenir, com ja ha sigut explicat.

## Seguretat alimentària
Hi ha nombroses normatives de seguretat alimentària respecte al control de qualitat de la mel, ja que és un comú edulcorant i aliment d'origen natural àmpliament consumit a tot el món. Aquesta regulació depèn de la regió, però té com a objectiu comú garantir la qualitat del producte i, en aquest cas, poder assegurar que la mel que es comercialitza no estigui contaminada amb graianotoxina.

### Agència catalana de seguretat alimentaria[7]
A l'última modificació del decret per la qualitat relativa de la mel (realitzada en juny de 2020) es va establir la normativa pel que fa al contingut obligatori de l'etiquetatge del producte. D'aquesta manera, la procedència exacta dels països d'origen i les respectives mescles han de ser adientment indicades i demostrades dins del seu sistema d'autocontrol.
Aquesta normativa presenta una gran rellevància enfront de la contaminació amb graianotoxina en la mel, ja que aquesta, com ha sigut prèviament esmentat, té un major risc alimentari quan prové de països a on trobem plantes productores d'aquesta toxina.

### Agència espanyola de seguretat alimentaria i nutrició[8]
En els darrers anys hi ha hagut una gran comercialització de la mel procedent de Rhododendron, la gran majoria de Nepal. L'objectiu d'aquesta venda és utilitzar la toxina que conté com a rodenticida, pesticida per matar rosegadors. Segons la legislació europea es va establir un reglament, obligatori per a tots els operadors comercials, en el que només es permet la comercialització d'aliments que siguin segurs per al consumidor. Un altre aspecte important a l'hora de comercialitzar aquesta mel a la UE és que és indispensable que el país d'origen estigui inclòs en la llista de països autoritzats i que s'hagi presentat un pla de residus.